# 西法院武安流武者捕
西法院武安流武者捕（さいほういんたけやすりゅうむしゃどり）とは柔術の流派である。

## 流儀の歴史
流祖は、長崎の松浦武兵衞（まつうらぶへい）である。
仙台藩登米に伝わっていた柔術である。
越後国に伝わっていた西法印流（西法院流）の分派である。村田太郎右衛門重家より松浦武兵衞に伝わる。西法印流は、伝書に「長尾謙信御内銘西法院流也」と書かれており長尾謙信に縁のある武術である。
松浦武兵衛の西法院武安流の伝承では鞍馬山西谷の僧正坊が牛若丸に伝授した兵法の流れを汲んでいるとされている。
稽古は農家や納屋の土間にねこがき(藁を編んで作るもの)を敷き詰めて行われた。
登米神社に「西法院武安流武者捕　柔術　袋地亮治翁之碑」が建立されている。
西法院武安流武者捕保存会が登米市で活動していたが、柴田茂の死去により同地での西法院武安流の伝承は途絶えた。
また、袋地亮治の門人の伊藤幹夫から西法院武安流の一部を学んだ小佐野淳が山梨で伝承している。

## 系譜
- 松浦武兵衞松雲武安（天明頃の人物）
  - 清野治太夫
    - 清野新太夫
      - 後藤源八郎
        - 柴田文裕勝春
          - 袋地亮之進

        - 千葉儀右衛門
          - 袋地亮治
            - 伊藤幹夫
              - 小佐野淳

            - 袋地登
            - 柴田茂
              - 御供真人
              - 佐藤豪

## 技法
居合十二組
引捨、胸詰小腕返、胸詰引落、両手取万力、後詰逆抜、
頭捻、打掛蜻蛉、抜面影、抜捨、鐺上、柄取捻返、浪返
立合表二十六組
弓手抜、行違、捨船、張合、面影、大杉倒、頭岩石
後詰足投、蜻蛉、肩越車左右、元結取手枕、頭捻
切捨小羽返、飛曲捕、前詰後詰、熊の拍子捕
手万力、土拍子、胸取足取突落、岩石
一家捕、胸詰岩石、根倒、襟倒、弓張、抜蜻蛉
七つ蜻蛉・十一蜻蛉（表の許し、乱捕）

陰居合五組
小羽返、胸附小腕返、胸入込、抜返、張返
二人詰・三人詰（陰の許し、多人数捕）

立合陰入身十組
明傳、鴨の羽返、元結山、臂車、大渡
逆抜、入身腰、大殺、袖返、志不里首
極意五組
一心、袖車、無明捕、胸取突返、弓手返